# ライナー・ヴェルナー・ファスビンダー
ライナー・ヴェルナー・ファスビンダー （Rainer Werner Fassbinder, 1945年5月31日 - 1982年6月10日） は、ドイツの映画監督、脚本家、舞台演出家、俳優。ニュー・ジャーマン・シネマの担い手の一人として知られる。16年間で44本の映画、14本の戯曲、6本の脚色戯曲、4本のラジオドラマを発表した。
ファスビンダーは1969年から長編映画の製作を開始した（それ以前に短編映画が3本ある）。フランスのジャン＝リュック・ゴダールなどヌーヴェルヴァーグの諸作品、またジョン・ヒューストンやラオール・ウォルシュ、ハワード・ホークスといったアメリカのクライムフィルムの影響下に出発し、1971年以降はダグラス・サークのメロドラマに強い影響を受けた。

## 生涯

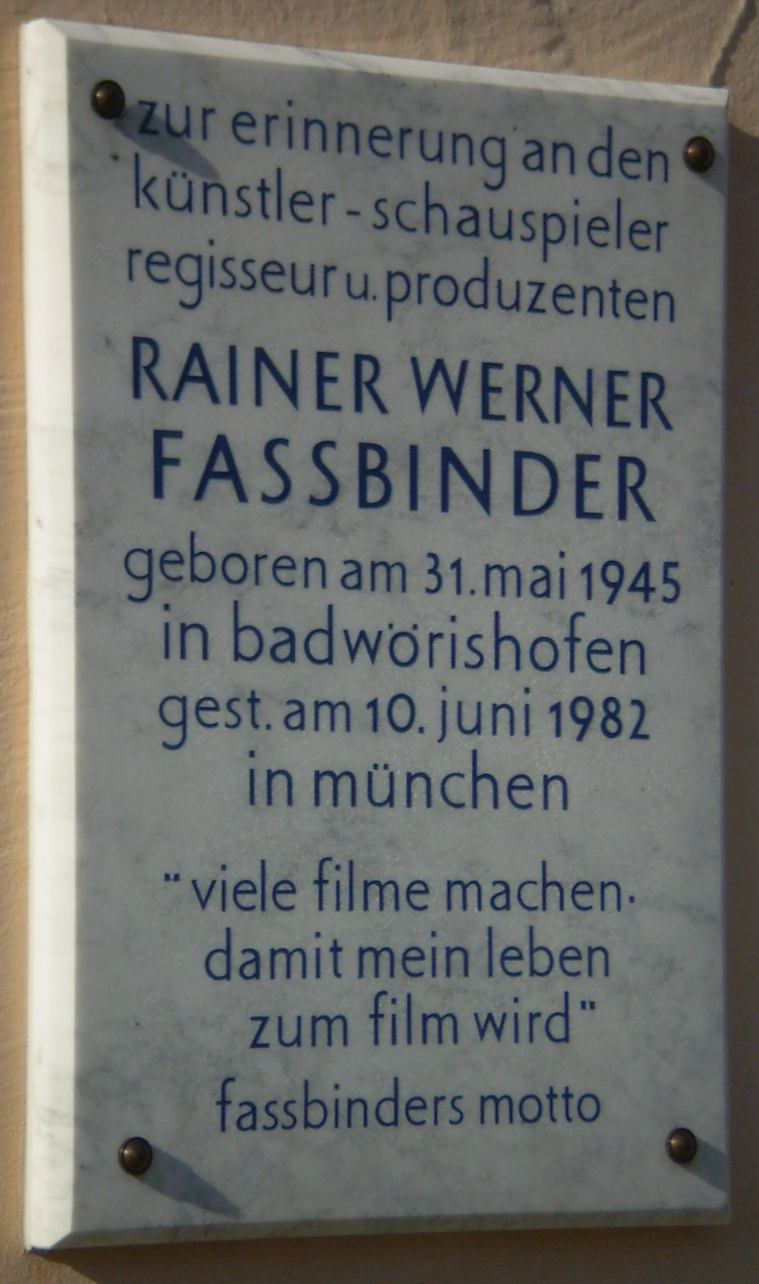
生地 Bad Wörishofen の映画館 "Filmhaus" に飾られた記念銘板
「映画を作り続けることで、人生は映画そのものと化す。」

### 生い立ち
1945年5月31日、バイエルン自由州のバート・ヴェリスホーフェンで医者の父ヘルムート・ファスビンダーと翻訳家の母リーゼロッテの家庭に生まれた。1951年、両親が離婚すると母親の手で一人息子として育てられた。ルドルフ・シュタイナー学校を卒業後 、16歳で高校を中退した後はケルンの父親の元に身を寄せた。
早くから映画への関心を募らせていたが、映画学校で製作を学ぶという志望は叶わず、南ドイツ新聞の資料室の事務助手やバイエルン国立歌劇場でのエキストラなどのアルバイトなどをしながら、1964年から二年間ミュンヘンの私立の俳優養成学校に通った。1966年9月に新設された映画大学「ドイツ映画・テレビ大学ベルリン（DFFB）」に入学願書を提出したが、不合格となっている。1966年に初めて2本の短編映画を製作し、翌年には初めての35ミリ短編映画『小カオス』を製作した。また、1967年から俳優として他の監督の作品への出演も始めている。

### 演劇時代の幕開け: アクツィオン・テアーターとアンチテアター
1967年に、演出家兼俳優としてミュンヘンの小劇場（劇団）「アクツィオン・テアーター（行動劇場, Aktion-Theater）」に参加した。初めて単独で演出を担当した舞台は1967年、フェルディナント・ブルックナーの1928年の戯曲『犯罪者』だった。「この頃から多くの演劇グループとの交流を始めた。同劇場解散後の1968年5月、ペール・ラーベンら仲間たちと劇団「アンチテアター（反劇場）」を結成。このグループにはファスビンダー映画の常連となるメンバーがすでに顔を揃えている。1968年から1971年の間、ファスビンダーはこれらのグループのほぼ全ての戯曲を執筆し、演出家として上演した。これらは舞台演劇として上演された後、短期間で映画としても再製作された。ファスビンダーは舞台演劇の演出と映画製作を混交させるスタイルを用いた。
1969年からはアンチテアターのメンバーらとともに長編映画の製作も始め、初の長編であるギャング映画『愛は死より冷酷』を製作。続いて同年、自作の戯曲を元に自身が演じる外国人労働者を登場させた映画『出稼ぎ野郎』を発表し、1970年のドイツ映画賞（長編映画賞）を受賞するなど話題となった。1970年から1971年の二年間には『悪の神々』（1970年）や『聖なるパン助に注意』（1971年）など、テレビ映画・テレビ演劇も含めて10本の映像作品を矢継ぎ早に発表した。
ファスビンダーはグループのメンバーを自身の周囲に結束させ、影響力を発揮し始めた。ある種の擬似家族になったグループは、彼の創作への情熱を引きつける避雷針でもあったという。このグループにはファスビンダーの公私に渡るパートナーたちも参加していた。『ホワイティ』撮影後の1970年から1972年までファスビンダーは女優のイングリット・カーフェンと結婚していた。ファスビンダーは歌手でもあったカーフェンのためにシャンソンの歌詞も数曲製作した。その間、男優のエル・ヘディ・ベン・サレムとも関係を持っていた。

### 国際的名声
1972年以降、ファスビンダーは自身の映画言語を発展させ、より長大でプロフェッショナルな作品を製作した。女性だけが登場する『ペトラ・フォン・カントの苦い涙』（1972年）、ダグラス・サーク監督の『天はすべて許し給う』にオマージュを捧げた『不安は魂を食いつくす』（1974年）、テレビ映画『マルタ』（1974年）、初めてゲイを題材に取り上げた 『自由の代償』（1975年）などを立て続けに発表。ベルリン国際映画祭へ出品を重ね、無冠のまま批評家から最高の賛辞を受けた。1974年には『不安は魂を食いつくす』は第28回カンヌ国際映画祭で国際映画批評家連盟賞とエキュメニカル審査員賞を、『マルタ』は英国映画協会サザーランド杯を受賞した。これらの作品によって、ヴィム・ヴェンダースやヴェルナー・ヘルツォークとともにニュー・ジャーマン・シネマの担い手として、国内外でその名が知られるようになった。
1974年から1977年の間、ドイツの独立映画作家集団（映画配給会社）Filmverlag der Autorenに参加していた。

### 『ゴミ、都会そして死』を巡る論争
1972年と1973年にボーフムの劇場で演出を担当。その後、1974年にはフランクフルトの劇場テアター・アム・トゥルム（TAT劇場、Theater am Turm）の監督の一人に就任し、『ジェルミナル』（ゾラ原作、カルズンケによる改作）、『ワーニャ伯父さん』（チェーホフ）を演出した（翌年辞任）。1974年に自作の戯曲『ゴミ、都会そして死（塵、都会、死） Der Müll, die Stadt und der Tod』の演出を手がけ、舞台演出家としての最高潮を迎えた。しかし、本作の登場人物の一人が不動産で成り上がったユダヤ人であり、明らかに批評家のイグナツ・ブービスを連想させるものだったため、ファスビンダーはブービスら批評家から反ユダヤ的という非難を受けた。これにより、同作は1970年代から80年代にかけて議論を呼ぶことになった。1976年にダニエル・シュミットによって『天使の影』として映画化され、ファスビンダーは俳優として出演した。1980年代にはフランクフルト劇場での初回上演の際、ステレオタイプのユダヤ人像に対する抗議デモが発生。デモ隊によって劇場内の舞台が占拠されたため、上演が中止された。この抗議デモ後、ドイツ国内での再上演計画が白紙に戻された。ただし、イスラエルでは特に抗議もなく上演された。

### オーバーワーク
1977年、“ドイツの秋”の語源となった共作映画『秋のドイツ』（1978年公開）の製作にアレクサンダー・クルーゲ監督の呼びかけで参加。ファスビンダーの担当パートに出演したアルミン・マイアーは1974年からファスビンダーと恋愛関係にあったが、大量の睡眠薬を飲んで1978年5月に自殺した。マイアーの死に衝撃を受けたファスビンダーは同年、自身が監督・脚本・撮影・編集・美術を担当し25日間の撮影で『13回の新月のある年に』を撮り上げ、同年のシカゴ国際映画祭でブロンズ・ヒューゴ賞を受賞した。
その後、1979年公開の『マリア・ブラウンの結婚』は第29回ベルリン国際映画祭で絶賛されて主演のハンナ・シグラが銀熊賞 (女優賞)を受賞し、今日ではファスビンダーの代表作として知られる。また、1982年の『ベロニカ・フォスのあこがれ』は第32回ベルリン国際映画祭コンペティション部門で最優秀賞の金熊賞を受賞した。これらの作品は1981年の『ローラ』と合わせて、第二次世界大戦後のドイツの経済復興期を描いた「西ドイツ三部作（BRD Trilogy）」として知られる。
また、1980年には現代ドイツ文学の傑作とされるアルフレート・デーブリーンの小説（1929年刊）を原作として全14話、約15時間におよぶ西ドイツ初の大規模な連続テレビ映画『ベルリン・アレクサンダー広場』を製作した。世界各地の映画祭での特別上映は話題を呼んだが、西ドイツ国内では放送当初から非難の嵐を浴びて再放送もおこなわれず、一度は幻の作品となった。しかし、のちに各地の映画祭やレトロスペクティブを中心にマラソン上映で劇場公開もおこなわれ、日本では2000年に劇場初公開されている。
ファスビンダーは1970年代までのドイツ映画史に特筆すべき女性キャラクターを生み出したことでも知られる。ハンナ・シグラが演じたマリア・ブラウン（『マリア・ブラウンの結婚』）やリリー・マルレーン（『リリー・マルレーン』）、バルバラ・スコヴァが演じたローラ（『ローラ』）は映画史に残るキャラクターとしてだけでなく、女優自身の魅力を引き出し、彼女たちの国際的評価への足がかりとなった。

### 死去
1982年6月10日、ファスビンダーはジャン・ジュネの小説『ブレストの乱暴者』を映画化した『ケレル』の編集作業中、コカインの過剰摂取により37歳で死去した。ファスビンダーの棺はミュンヘンのボーゲンハウゼン墓地に埋葬された。ファスビンダーの死後、完成した遺作『ケレル』は第39回ヴェネツィア国際映画祭に出品され、マルセル・カルネに激賞された。
ファスビンダーは1978年から死去まで、彼の映画の編集を担当していた女性ユリアーネ・ローレンツと暮らしており、1978年には米国のフロリダ州フォートローダーデールで結婚もしていた。だが、ドイツでは法的に有効な結婚とは認められないため、彼の遺産はファスビンダーの両親が相続することになった。母リーゼロッテ・エーダーは1986年にライナー・ヴェルナー・ファスビンダー財団（RWFF）をミュンヘンに設立し、遺産を移管した。没後10周年の1992年には最初の大規模なファスビンダー回顧展がニューヨークのMoMA、パリのポンピドゥー・センターでおこなわれ、本部をベルリンに移転したRWFFをローレンツが引き継いだ。財団はファスビンダーの芸術的遺産のすべての権利を保有管理している。

## 監督作品
- ディス・ナイト This Night （1966年） 短編[注 16]
- 宿なし（都会の放浪者） Der Stadtstreicher （1966年） 短編[注 17]
- 小カオス Das kleine Chaos （1966年） 短編[注 18]
- 愛は死より冷酷（愛は死より冷たい） Liebe ist kälter als der Tod （1969年）[注 19]
- 出稼ぎ野郎 Katzelmacher （1969年）[注 20]

- 悪の神々 Götter der Pest （1970年）[注 21]
- コーヒー店 Das Kaffeehaus （1970年） テレビ映画[注 22]
- 何故R氏は発作的に人を殺したか？ Warum läuft Herr R. Amok? （1970年）[注 23]
- アメリカの兵隊 Der Amerikanische Soldat （1970年）[注 24]
- ニクラスハウゼンの旅（ニクラスハウゼンへの旅） Die Niklashauser Fart （1970年） テレビ映画[注 25]

- リオ・ダス・モルテス Rio das Mortes （1971年） テレビ映画[注 26]
- インゴルシュタットの工兵隊 Pioniere in Ingolstadt （1971年） テレビ映画[注 27][注 28]
- ホワイティ Whity （1971年）[注 29]
- 聖なるパン助に注意 Warnung vor einer heiligen Nutte （1971年）[注 30]
- 四季を売る男（季節を売る男） Händler der vier Jahreszeiten （1971年）[注 31]

- ペトラ・フォン・カントの苦い涙 Die bitteren Tränen der Petra Von Kant （1972年）
- ブレーメンの自由 Bremer Freiheit （1972年） テレビ映画[注 32]
- 八時間は一日にあらず Acht Stunden sind kein Tag （1972年 - 1973年） テレビシリーズ[注 33]

- 獣道 Wildwechsel （1973年） テレビ映画[注 34]
- あやつり糸の世界 Welt am Draht （1973年） テレビシリーズ[注 35]

- ノーラ Nora Helmer （1974年） テレビ映画[注 36]
- 不安は魂を食いつくす（不安と魂） Angst essen Seele auf （1974年）
- マルタ Martha （1974年） テレビ映画[注 37]
- エフィ・ブリースト Fontane Effi Briest （1974年）[注 38]

- 自由の代償 (自由の暴力)Faustrecht der Freiheit （1975年）
- 電線にとまった鳥のように Wie ein Vogel auf dem Draht （1975年） テレビ映画[注 39]
- キュスタース小母さんの昇天 Mutter Küsters Fahrt zum Himmel （1975年）[注 40]
- 不安が不安 Angst vor der Angst （1975年） テレビ映画
- 少しの愛だけでも Ich will doch nur, dass ihr mich liebt （1976年） テレビ映画
- 悪魔のやから Satansbraten （1976年）
- シナのルーレット Chinesisches Roulette （1976年）[注 41]
- ニューヨークの女 Frauen in New York （1977年） テレビ映画[注 42]
- 哀れなボルヴィーザー Bolwieser （1977年） テレビ映画[注 43]

- 秋のドイツ Deutschland Im Herbst （1978年） オムニバス[注 44]
- デスペア 光明への旅 Despair - Eine Reise Ins Licht （1978年）[注 45]
- 13回の新月のある年に In einem Jahr mit 13 Monden （1978年）[注 46]
- マリア・ブラウンの結婚 Die Ehe der Maria Braun （1979年） ※西ドイツ三部作
- 第三世代 Die dritte Generation （1979年）
- ベルリン・アレクサンダー広場 Berlin Alexanderplatz （1980年） テレビシリーズ[注 47]
- リリー・マルレーン Lili Marleen （1981年） [注 48]
- シアター・イン・トランス Theater in Trance （1981年） ドキュメンタリー[注 49]
- ローラ Lola （1981年）[注 50] ※西ドイツ三部作
- ベロニカ・フォスのあこがれ Die Sehnsucht der Veronika Voss （1982年） ※西ドイツ三部作
- ケレル Querelle （1982年）

## 評価
- 「ファスビンダーは、70年代に映画を志した若い監督たちの道標でした。私達にとって彼は、当時、10年前にゴダールが持っていたのと同じくらいの影響力がありました。いずれにしろドイツ映画の新しい波は、それまで動きのなかった映画界に活気を与えたのです。『不安と魂』は、私にとってファスビンダーの最も重要な作品です。この作品の飾り気のない人間的なリアリズムは、私が僭越ながらも自分の映像スタイルと呼ぶものに、多大な影響を与えました。」──アキ・カウリスマキ[83]
- 「ライナー・ヴェルナー･ファスビンダーは、『ゴダール映画の全作品が互いに関係しあう作り方』に刺激されたと述べている。確かにファスビンダーの遺した40数本の映像作品は、一人の作家がどれだけ多様に自身のテーマを追求できるかの究極的事例だ。」──渋谷哲也[84]
- 「ファスビンダーはもっぱら自己のエゴ、自分の恐怖や希望を作品の採石場として利用しているが、このような映画監督はドイツには存在しないし、彼以外であればウディ・アレン、イングマール・ベルイマン、フェデリコ・フェリーニぐらいである。素材としての自己とのけたたましい戦闘こそ、天才という申し分ない名声と同時に精神病患者の汚名をも彼にもたらしたのだ。」──ヴォルフガング・リマー[85]
- 「ファスビンダーを見ることは、現代映画の成り立ちとありようを根本的に分析するための、絶好の機会でもある。現代映画の諸問題がすでにファスビンダーにおいて端的に表れている。芸術性と娯楽性といった問題を越えた、リアリズムと空想のはざま、楽観主義と悲観主義のはざま、B級趣味とゴージャスのはざま、ハリウッドメロドラマとヌーヴェルヴァーグのはざま、ジェンダーとセクシャリティ、政治性とニヒリズムのはざまetc. etc. といったふうに、現代映画に横たわる問題の根源が、早くもファスビンダーにおいて一揃いで混在している。だから、私たちはファスビンダーを見るとき、現今の新作以上にとまどいと生々しさを抱かざるをえないのである。」──荻野洋一[86]
- 「だが〔ファスビンダーは〕そうした厄介なテーマを提示しつつも、観客を飽きさせない娯楽映画の方法論を守り続けた。彼は戦後ドイツにおいて映画産業の外部で映画活動に徹しながらプロの映画作法を身につけ、元来対抗文化であった「新しいドイツ映画」をメインストリームに押し上げた貴重な存在なのである。」──『13回の新月のある年に』『第三世代』公式サイト[87]
- 「ファスビンダーの作品は、第2次大戦後の西ドイツを舞台に、驚異的な高度経済成長に恵まれながらも、社会の周縁に生きることになった人々の姿を通して、社会の矛盾や人間性の本質に肉迫していく。『自由の代償』や『シナのルーレット』『ケレル』ではゲイ、『ペトラ・フォン・カントの涙』ではレズビアン、そして、『13回の新月の夜に』ではトランスジェンダーが登場する。セクシャルマイノリティだけではなく、『出稼ぎ野郎』『不安と魂』では外国人労働者など、マイノリティに対する視点が顕著で、そうした主題をドラマとしてうまくとらえている。」──北条貴志[88]
- 「彼〔ファスビンダー〕の影響は、ファスビンダーが19歳の時に書いた戯曲をもとに撮った『焼け石に水』を撮ったフランソワ・オゾン、 が〔まず〕念頭に浮かぶが、フランソワ・トリュフォーやダニエル・シュミット、『ピンク・フラミンゴ』のジョン・ウォーターズ[注 51]や『エデンより彼方に』のトッド・ヘインズなども彼の影響を受けたと告白している。スーザン・ソンタグが絶賛し、アムステルダム大学のトーマス・エルセッサー[注 52]はファスビンダーを中心に、映画における「メロドラマ」というジャンルを確立し、日本においても四方田犬彦などが精力的に作品を紹介している。」──早稲田大学 山本浩司研究室[91]

## 備考
- フランソワ・オゾン監督の映画『焼け石に水』（2000年）は、ファスビンダーが19歳で書いた戯曲（未発表）を映画化したもの[92]。
- フランソワ・オゾン監督の映画『苦い涙（Peter Von Kant）』（2022年）は、ファスビンダーの戯曲『ペトラ・フォン・カントの苦い涙（Die bitteren Tränen der Petra Von Kant）』をリメイクしたもの[93]。
- 6歳年長の映画監督ルドルフ・トーメは2015年来日時のインタビューでファスビンダーについて、「ええ、彼は私の映画をとても評価してくれて、『紅い太陽〔Rote Sonne〕』は大好きだと言っていました[注 53]。自分は彼が虚栄心が強かったり目立ちたがりだったとは思いません。彼は他の〔ニュー・ジャーマン・シネマの〕人々とは違っていました。」とその印象を述べている[95]。

### 文献案内
- 日本へのファスビンダーの熱心な紹介者として明石政紀、渋谷哲也などがいる。
- 日本語で読めるファスビンダーを論じるまとまった書籍としては、2005年刊行の渋谷哲也・平沢剛編集の『ファスビンダー』現代思潮新社（エートル叢書）が基本書である[注 54]。参考文献欄参照。
- ファスビンダー自身の文章を集めた著作集の日本語訳として『映画は頭を解放する』（勁草書房）がある[注 55]。巻末に訳者明石政紀による「ライナー・ヴェルナー・ファスビンダーの映画、演劇、略歴」（pp. 171-225）を収載。「フィルモグラフィー／解説」「演劇リスト」「略歴」の三節からなり、「フィルモグラフィー／解説」はスタッフ・撮影時期・撮影場所などを網羅した詳細なものである。参考文献欄を参照。
- 日本語で読める単行本として、古いものだが、ヴォルフガング・リマー『R・W・ファスビンダー : ニュー・ジャーマン・シネマの旗手』（欧日協会）がある[注 56]。第一部「傷口を抉る者はまだ死んではいない」は9本のエッセーからなり、演劇人としてのファスビンダーにも多く触れている。第二部「インタビュー : 理性的なものには興味がない」（pp. 99-174）は計9時間に及ぶファスビンダーへのロング・インタビュー[98]。第三部「R・W・ファスビンダー全作品」（pp. 175-283）は、演劇を含む詳細なリストに加え、ファスビンダーへのインタビュー記事やドイツでの関連出版物のリストを含む[注 57]。参考文献欄参照。